# Затом-Старий
Затом-Старий (пол. Zatom Stary, нім. Alt Zattum) — село в Польщі, у гміні Мендзихуд Мендзиходського повіту Великопольського воєводства.
Населення — 276 осіб (2011).
У 1975-1998 роках село належало до Гожовського воєводства.

## Демографія
Демографічна структура станом на 31 березня 2011 року:
|          | Загалом | Допрацездатний вік | Працездатний вік | Постпрацездатний вік |
| -------- | ------- | ------------------ | ---------------- | -------------------- |
| Чоловіки | 136     | 36                 | 88               | 12                   |
| Жінки    | 140     | 31                 | 88               | 21                   |
| Разом    | 276     | 67                 | 176              | 33                   |